# Didier van Cauwelaert
Didier van Cauwelaert (Niza, Francia, 29 de julio de 1960) es un escritor francés, uno de los más populares en el campo de la literatura contemporánea. En 1997 recibió el Gran premio del teatro de la Academia francesa, que se concede para distinguir la carrera dramática de un autor.

## Biografía
Escritor muy precoz, a los ocho años ya había enviado obras suyas a los principales editores de París para intentar sin éxito que se las publicaran. No consigue finalizar sus estudios literarios y buscó trabajos ocasionales: dio clases de windsurf y de canto. Participó en compañías de teatro aficionado, a la vez que se dedicaba sin mucho éxito a la labor de crítico literario. En 1982 publicó su primera novela, Vingt ans et des poussières, con la que ganó el premio Del Duca. A esa novela y a ese premio le siguieron otros de importancia creciente hasta que consigue el más importante de los que se entregan en Francia: el Goncourt en 1994 por Un billete de ida, en donde narra en un tono que mezcla el humor y la amargura el viaje de regreso a donde nunca se ha ido entre un falso emigrante marroquí y un agregado asesor cultural que acaba de ser abandonado por su esposa.
Admirador de Marcel Aymé y Romain Gary, novelista, dramaturgo y guionista de cine y de televisión, Van Cauwelaert es autor de una obra amplia que ha llegado a un público extenso, debido al humor, a la ternura y a la generosidad. Aunque la fragilidad de las tramas hacen que pronto se olviden, sus novelas presentan unos personajes fuera de lo común o tan comunes que sorprenden, y una impresión de que la felicidad es algo sencillo y que los buenos sentimientos no tienen por qué ser cosa de necios.
"Mi vida es una suma de futuros anteriores destinada a no perder nada, un modo como cualquier otro de afrontar el futuro sin realmente someterse a él. Proyectarse hacia adelante para retroceder." (Cheyenne, 1993)
Su obra está marcada en parte por personajes con problemas de identidad, incapaces de asumir la posición que ocupan en la sociedad, con frecuencia debido a la ausencia de referentes paternos.

### Novelas
- 1982 - Vingt ans et des poussières
- 1984 - Poisson d'amour
- 1986 - Les vacances du fantôme
- 1988 - L'orange amère
- 1991 - Un objet en souffrance
- 1993 - Cheyenne
- 1994 - Un billete de ida (Un aller simple)
- 1997 - La vie interdite
- 1998 - Corps étranger
- 1999 - La demi-pensionnaire
- 2000 - La educación de un hada (L'éducation d'une fée)
- 2001 - La aparición (L'Apparition)
- 2002 - Rencontre sous X
- 2003 - La doble vida de Martin Harris (Hors de moi)
- 2004 - L'évangile de Jimmy
- 2005 - Attirances
- 2006 - Cloner le Christ ?
- 2007 - Le père adopté
- 2008 - La nuit dernière au XVe siècle
- 2015 - Jules

### Obras de teatro
- 1983 - L'Astronome
- 1986 - Le Nègre
- 1995 - Noces de sable

### Películas
- 1989 - L'invité surprise de Georges Lautner (guion)
- 1990 - Feu sur le candidat de Agnès Delarive (guion)
- 1991 - Triplex de Georges Lautner (guion)
- 1992 - Les amies de ma femme (guion y dirección)
- 2001 - Un aller simple de Laurent Heynemann (novela y guion)
- 2006 - La educación de las hadas de José Luis Cuerda (novela)

## Galardones
- 1982 : Premio Del Duca por Vingt ans et des poussières
- 1983 : Premio de Teatro de la Academia Francesa por L'Astronome
- 1984 : Premio Roger-Nimier por Poisson d'amour
- 1986 : Premio Gutenberg del Libro por Les Vacances du fantôme
- 1994 : Premio Goncourt por Un Aller Simple
- 2002 : Premio Ciencia de vulgarización Científica por L'apparition